# Aeropuerto Internacional de Tiflis
El Aeropuerto Internacional de Tiflis (en georgiano: თბილისის საერთაშორისო აეროპორტი) (IATA: TBS, OACI: UGTB), también conocido como "Novo Alexeyevka International Airport" por su nombre en la era soviética, es un aeropuerto que sirve a la ciudad de Tiflis, la capital de Georgia. 
Durante febrero de 2007 el proyecto de reconstrucción fue finalizado. El proyecto consistió en la construcción de una nueva terminal internacional, estacionamiento, mejoras en el área de estacionamiento de aeronaves, calles de rodaje y pistas, además de la adquisición de equipamiento para manejo en tierra de aeronaves para el Aeropuerto Internacional de Tiflis. La Avenida George W. Bush la comunica con el centro de la ciudad de Tiflis.
La nueva terminal de pasajeros fue necesaria para responder a la creciente demanda en el tráfico aéreo. El Aeropuerto Internacional de Tiflis está desarrollando el concepto de única terminal, donde todas las instalaciones están localizadas bajo el mismo techo. El aeropuerto tiene 3 puertas de embarque y puede atender a 3 millones de pasajeros anuales. 
El Aeropuerto Internacional de Tiflis es producto de un diseño contemporáneo y funcional, y cuenta con alta tecnología. El aeropuerto, diseñado para ofrecer el flujo óptimo, tanto de pasajeros como equipajes desde el estacionamiento vehicular a las aeronaves. Dispone de un área total disponible de 25.000 m² y tiene la flexibilidad de permitir fácilmente futuras expansiones sin interrumpir las operaciones de la terminal. Ha sido equipado con sistemas contemporáneos de alta tecnología, brindando comodidad y eficiencia a las operaciones de la terminal, gracias a espacios funcionales organizados elegantemente. La venta de comida y bebidas del aeropuerto es llevada a cabo por BTA, con 7 locales y un plantel de 75 empleados; mientras que ATU provee servicios de venta libre de impuestos a través de sus cuatro locales. La concesionaria del aeropuerto es TAV Urban Georgia; y SPV se encargó de la construcción y está a cargo de la operación del aeropuerto.
El proyecto total tuvo un costo de 90,5 millones de dólares.

## Aerolíneas y destinos

### Vuelos internacionales
| Ciudades por países    | Nombre del aeropuerto                                  | Aerolíneas                                    | Aeronaves | Frecuencias semanales |      |
| Asia                   | Asia                                                   | Asia                                          | Asia      | Asia                  | Asia |
| ---------------------- | ------------------------------------------------------ | --------------------------------------------- | --------- | --------------------- | ---- |
| Armenia                |                                                        |                                               |           |                       |      |
| Ereván                 | Aeropuerto Internacional de Zvartnots                  | Aircompany Armenia                            | B737      |                       |      |
| Azerbaiyán             |                                                        |                                               |           |                       |      |
| Bakú                   | Aeropuerto Internacional Heydar Aliyev                 | Azerbaijan Airlines                           |           |                       |      |
| Baréin                 |                                                        |                                               |           |                       |      |
| Manama                 | Aeropuerto Internacional de Baréin                     | Gulf Air                                      |           |                       |      |
| Catar                  |                                                        |                                               |           |                       |      |
| Doha                   | Aeropuerto Internacional Hamad                         | Qatar Airways                                 |           |                       |      |
| China                  |                                                        |                                               |           |                       |      |
| Pekín                  | Aeropuerto Internacional de Pekín-Capital              | China Southern Airlines (Vía URC)             |           |                       |      |
| Urumchi                | Aeropuerto Internacional de Urumchi-Diwopu             | China Southern Airlines                       |           |                       |      |
| Egipto                 |                                                        |                                               |           |                       |      |
| Sharm el-Sheij         | Aeropuerto Internacional de Sharm el-Sheij             | Air Cairo                                     | A32x      |                       |      |
| Emiratos Árabes Unidos |                                                        |                                               |           |                       |      |
| Dubái                  | Aeropuerto Internacional de Dubái                      | Flydubai                                      | B737      |                       |      |
| Sharjah                | Aeropuerto Internacional de Sharjah                    | Air Arabia                                    | A32x      |                       |      |
| India                  |                                                        |                                               |           |                       |      |
| Amritsar               | Aeropuerto Internacional Sri Guru Ram Dass Jee         | SpiceJet                                      |           |                       |      |
| Irán                   |                                                        |                                               |           |                       |      |
| Teherán                | Aeropuerto Internacional Imán Jomeini                  | Qeshm Air                                     |           |                       |      |
| Israel                 |                                                        |                                               |           |                       |      |
| Tel Aviv               | Aeropuerto Internacional Ben Gurión                    | Georgian Airways MyWay Airlines               | B737-800  |                       |      |
| Kazajistán             |                                                        |                                               |           |                       |      |
| Almatý                 | Aeropuerto Internacional de Almatý                     | Air Astana                                    |           |                       |      |
| Nursultán              | Aeropuerto Internacional Nursultán Nazarbáyev          | Air Astana                                    |           |                       |      |
| Kuwait                 |                                                        |                                               |           |                       |      |
| Ciudad de Kuwait       | Aeropuerto Internacional de Kuwait                     | Jazeera Airways Kuwait Airways                | A32x      |                       |      |
| Turquía                |                                                        |                                               |           |                       |      |
| Ankara                 | Aeropuerto Internacional Esenboğa                      | Turkish Airlines                              |           |                       |      |
| Estambul               | Aeropuerto Internacional de Estambul                   | Turkish Airlines                              |           |                       |      |
| Estambul               | Aeropuerto Internacional Sabiha Gökçen                 | Pegasus Airlines Turkish Airlines             |           |                       |      |
| Uzbekistán             |                                                        |                                               |           |                       |      |
| Taskent                | Aeropuerto Internacional de Taskent                    | Uzbekistan Airways                            |           |                       |      |
| Europa                 |                                                        |                                               |           |                       |      |
| Alemania               |                                                        |                                               |           |                       |      |
| Düsseldorf             | Aeropuerto Internacional de Düsseldorf                 | Eurowings                                     |           |                       |      |
| Múnich                 | Aeropuerto Internacional de Múnich-Franz Josef Strauss | Lufthansa                                     |           |                       |      |
| Austria                |                                                        |                                               |           |                       |      |
| Viena                  | Aeropuerto de Viena                                    | Georgian Airways                              |           |                       |      |
| Bélgica                |                                                        |                                               |           |                       |      |
| Bruselas               | Aeropuerto de Bruselas-National                        | Georgian Airways                              |           |                       |      |
| Bielorrusia            |                                                        |                                               |           |                       |      |
| Minsk                  | Aeropuerto Internacional de Minsk                      | Belavia                                       |           |                       |      |
| España                 |                                                        |                                               |           |                       |      |
| Barcelona              | Aeropuerto de Barcelona-El Prat                        | Georgian Airways                              |           |                       |      |
| Francia                |                                                        |                                               |           |                       |      |
| París                  | Aeropuerto de París-Charles de Gaulle                  | Georgian Airways Air France                   |           |                       |      |
| Grecia                 |                                                        |                                               |           |                       |      |
| Atenas                 | Aeropuerto Internacional Eleftherios Venizelos         | Aegean Airlines                               | A32x      |                       |      |
| Italia                 |                                                        |                                               |           |                       |      |
| Bérgamo                | Aeropuerto de Bérgamo-Orio al Serio                    | SpiceJet                                      |           |                       |      |
| Roma                   | Aeropuerto de Roma-Fiumicino                           | SpiceJet                                      |           |                       |      |
| Letonia                |                                                        |                                               |           |                       |      |
| Riga                   | Aeropuerto Internacional de Riga                       | airBaltic                                     | A220-371  |                       |      |
| Países Bajos           |                                                        |                                               |           |                       |      |
| Ámsterdam              | Aeropuerto de Ámsterdam-Schiphol                       | Georgian Airways                              |           |                       |      |
| Polonia                |                                                        |                                               |           |                       |      |
| Varsovia               | Aeropuerto Chopin de Varsovia                          | LOT Polish Airlines                           |           |                       |      |
| Reino Unido            |                                                        |                                               |           |                       |      |
| Londres                | Aeropuerto de Londres-Gatwick                          | Georgian Airways                              |           |                       |      |
| Rumania                |                                                        |                                               |           |                       |      |
| Bucarest               | Aeropuerto Internacional de Bucarest-Henri Coandă      | TAROM                                         |           |                       |      |
| Ucrania                |                                                        |                                               |           |                       |      |
| Kiev                   | Aeropuerto Internacional de Kiev                       | SkyUp Airlines Ukraine International Airlines | B737      |                       |      |

## Estadísticas
Ver fuente y consulta Wikidata.